# 阿尔图尔·奈福诺夫
阿尔图尔·埃季科维奇·奈福诺夫（俄语：Артур Эдикович Найфонов，1997年5月10日—）是一名俄罗斯自由式摔跤运动员，三届欧洲冠军，世界冠军奖牌获得者，多次俄罗斯冠军。俄罗斯荣誉体育大师。奥塞梯人。

## 佚事
2004年，他在别斯兰恐怖袭击中成为人质，他的母亲在袭击中丧生。